# Odontanthias borbonius
Odontanthias borbonius (Synonyme: Serranus borbonius, Holanthias borbonius) ist eine Fischart aus der Gruppe der Fahnenbarsche, die im tropischen Indopazifik von der Küste Südafrikas über die Komoren, Madagaskar und die Maskarenen bis Indonesien, Guam, Palau, Neuguinea und dem südlichen Japan und den Ogasawara-Inseln vorkommt.

## Merkmale
Sie erreicht eine Länge von 15 cm und hat einen relativ hochrückigen, seitlich abgeflachten Körper. Die Grundfärbung von Odontanthias borbonius ist weißlich-rosa bis rosa-orange oder hell violett. Auf dem Kopf verlaufen breite gelbe Bänder oberhalb und unterhalb der Augen, der Rumpf ist mit großen gelben oder gelblich-bräunlichen Flecken gemustert. Die Augen sind gelb, die Iris ist blau. Die vorderen Strahlen der Bauchflossen und der Afterflosse, der Rand der Rückenflosse und das Zentrum der tief gegabelten Schwanzflosse sind violett gefärbt. Die übrigen Flossenstrahlen sind gelblich, die Flossenmembranen sind grau und transparent. Die vorderen Weichstrahlen der Rückenflosse sind stark verlängert, tragen im verlängerten Abschnitt aber keine Flossenmembran. Das Maul ist relativ klein und oberständig. Die Seitenlinie verläuft in einem hohen Bogen in etwa parallel zum Rückenprofil und nähert sich erst kurz vor dem Schwanzstiel der Mittellinie des Rumpfes.
- Flossenformel: Dorsale X/16–18, Anale III/7–8, Pectorale 16–18
- Schuppenformel: SL 39–43

## Lebensweise
Odontanthias borbonius kommt in tiefen Riffabschnitten in Wassertiefen von 70 bis 300 Metern. Üblicherweise lebt die Fischart unterhalb einer Tiefe von 200 Metern. Einzelgängerische Männchen wurden im südwestlichen Indischen Ozean oft in der Nähe der Höhlen der Komoren-Quastenflosser gesehen.

## Belege
1. 1 2 3  
John Ernest Randall & Philipp C. Heemstra(2006): Review of the Indo-Pacific fishes of the genus Odontanthias (Serranidae: Anthiinae), with descriptions of two new species and a related genus. Indo-Pac. Fish. (38):32 p.
2. 1 2  Odontanthias borbonius auf Fishbase.org (englisch)
3. ↑  Odontanthias borbonius im Catalog of Fishes (englisch)